# إنديفور (منظمة غير ربحية)
منظمة إنديفور هي منظمة غير ربحية مقرها في مدينة نيويورك تقدم نفسها أنها رائدة  مفهوم ريادة الأعمال ذات الأثر الكبير في نمو الأسواق الناشئة  في جميع أنحاء العالم. وتتمثل مهمتها في "قيادة الحركة العالمية لتحفيز النمو الاقتصادي على المدى الطويل عن طريق اختيار، وتوجيه، وتعجيل أفضل رواد الأعمال ذوي الأثر الأعلى حول العالم.
أنشئت إنديفور في عام 1997  ويقع في مدينة نيويورك مع مكاتب فرعية في سان فرانسيسكو سنغافورة. كما أن لديها مكاتب في الأرجنتين، البرازيل، بلغاريا، تشيلي، كولومبيا، ديترويت، مصر، اليونان، اندونيسيا، الأردن، لبنان، لويزفيل، ماليزيا، المكسيك، ميامي، المغرب، بيرو، الفلبين، المملكة العربية السعودية، جنوب أفريقيا، إسبانيا، تركيا ، الإمارات العربية المتحدة وأوروغواي. توسعت المنظمة إلى 25 بلدا في عام 2015، بما في ذلك التوسع في منطقة الشرق الأوسط وأوروبا وجنوب شرق آسيا.

## نموذج العمل
تهدف المنظمة إلى تحديد ودعم رواد أعمال ممن ترى فيهم إمكانية أكبر للتأثير الاقتصادي والاجتماعي في مناطقها. للمنظمة نموذج عمل مكون من خمس مراحل هي : إطلق واختر وإدعم وضاعف وأعط مرة أخرى، تقدم إنديفور لرواد الأعمال في شبكتها خدمات من شأنها مساعدتهم على نمو مشاريعهم وخلق فرص العمل، وتحويل الاقتصادات ودعم الأجيال القادمة من روادالأعمال.
منذ عام 1997 فحصت المنظمة ووفرت التغذية الراجعة لأكثر من 40.000 المرشحين وقامت باختيار أكثر من 1.000 من رواد الأعمال من بين أكثر من 700 شركة قاموا بخلق أكثر من 500.000 فرصة عمل ذات قيمة عالية وفي عام 2014 ولدت إيرادات تقدر بـ 800.0000.000 $  مدعومين بشبكة دعم  وتوجيه  من 2500 من قادة الأعمال المحليين والدوليين.  و من ضمن المؤشرات المهمة وصل معدل نمو الشركات المدعومة من إنديفورإلى 68٪ خلال العامين الأولين من الاختيار. حاليا تتلقى إنديفور تبرعات سنوية من رواد الأعمال الذين كانت قد دعمتهم وتطمح في نهاية المطاف إلى أن تكون مكتفية ذاتيا.

## محطات تأريخية
- 1997 : تأسست المنظمة على يد ليندا روتنبرغ وبيتر كيلنر[7]
- 1998 : قدمت مؤسسة أفينا نصف مليون دولار في رأس المال المبدئي بينما قدمت شركة أرجنتينية رائدة 200.000 ألف دولار كمنحة عندما افتتحت المنظمة مكاتب لها في الأرجنتين وتشيلي
- 1999:إنديفور تننظم مشروع المنتديات لربط المستثمرين الدوليين مع رجال الأعمال في الأسواق الناشئة.
- 2000 : إنديفور تطلق إنديفور البرازيل وأوروغواي.
- 2001 : إنديفور تقيم فعالية الاختيار التاسعة وفيها يصل مجموع رود الأعمال المشمولين إلى 100. في نفس العام أنطلقت إنديفور المكسيك. مجلة تايم أيضا في عددها 200 الصادر في 5 نوفمبر 2001 تقول أن مؤسسي إنديفور من بين أهم 100 مبتكرفي القرن ال21.[8]
- 2002 : مؤسسة شواب والمنتدى الاقتصادي العالمي تصنفان إنديفور كواحدة من 40 منظمة رائدة في مجال الريادة الاجتماعية من جميع أنحاء العالم[9]
- 2003 : مؤسسة التمويل الدولية تمول حملة أفريقيا، وإنديفور تفتح مكتب يتبعها في جنوب أفريقيا.
- 2004 : إدغار برونفمان الابن يصبح رئيس مجلس الإدارة العالمي لإنديفور.
- 2006: جيمس ولفنسون، الرئيس السابق للبنك الدولي، ينظم لمجلس الإدارة العالمي لإنديفور وتفتح المنظمة عمليات لها في كولومبيا وتركيا.
- 2007: إنديفور تحتفل بالذكرى العاشرة.  و في هذا العام تصبح  MercadoLibre أول شركة لإنديفور تدخل بورصة ناسداك . توماس فريدمان يسلط الضوء على إنديفور في أحدث طبعة من كتابه العالم مسطح: تاريخ موجز للقرن الحادي والعشرين الإصدار 3.0.
- 2008: إنديفور يفتح فروع في مصر والأردن والهند. وينسيسلاو كاساريس، واحد من أوائل رواد أعمال  إنديفور ينضم لمجلس الإدارة العالمي.[10] ليندا روتنبرغ تشارك في رئاسة المنتدى الاقتصادي العالمي حول الشرق الأوسط الذي عقد في مصر.[11] وفي هذا العام أيضا تتلقى إنديفور تعهدا ب 10 مليون $ من شبكة أوميديار.[12]
- 2009: إنديفور تطلق برنامج كابيتال مينتور والبرنامج العالمي 25 وإنديفور الأردن ومركز إنديفور لريادة الأعمال -الذراع البحثية. يفتح إنديفور مكتب فرعي في سان فرانسيسكو. في هذا العام نشرت HBS الدراسة الثانية وتركزت حول إنديفور في منطقة الشرق الأوسط. اندي فريري أول ريادية تصبح عضو مجلس إدارة محلية (الأرجنتين).
- 2010: إنديفور تنطلق في مصر. الرئيس التنفيذي لشركة إنديفور، وأعضاء مجلس الإدارة عن الشرق الأوسط وشمال أفريقيا  والعديد من رواد أعمال إنديفور يشاركون في القمة الرئاسية لريادة الأعمال في الولايات المتحدة.
- 2011: إنديفور تنطلق في لبنان ودبي (الإمارات العربية المتحدة).
- 2012: إنديفور تقدم  مبادرة الاستدامة باسم محفز إنديفور، وتنطلق في اندونيسيا، المملكة العربية السعودية، واليونان.
- 2013: إطلاق إنديفور في ميامي، فلوريدا، وكوالالمبور، ماليزيا وكذلك الدار البيضاء، المغرب. ميامي يصبح أول موقع لها  في الولايات المتحدة وكوالالمبور يصبح الموقع الثاني في آسيا.[13]
- 2014: إنديفور تنطلق في بيرو واسبانيا، كموقع ثاني لها في أوروبا
- 2015: إنديفور تنطلق في الفلبين، ديترويت، لويزفيل، وبلغاريا. منحت المنظمة أيضا في 2015 جائزة  هنري كرافيس عن القيادة غير الربحية.

## فعاليات

### احتفال إنديفور
تقيم إنديفور حفل جمع التبرعات في مدينة نيويورك سنويا. يجتمع في الحفل ما يقرب من 500 من كبار قادة الأعمال التجارية الدولية، وصناع القرار وأعضاء شبكة إنديفور للاحتفال  وتكريم إنجازات رواد الأعمال المعروفين والمديرين التنفيذيين.

### قمة إنديفور
تقيم إنديفور أيضا قمة كل سنتين تدعو إليها أصحاب المشاريع الرائدة والمستثمرين وأصحاب المصلحة في شبكة إنديفور لمعرفة ومناقشة استراتيجيات للنمو بريادة الأعمال والابتكار. وتتركز أعمال القمة حول حلقات نقاش، وورش عمل وأحاديث رئيسية من نخبة من رواد ورجال الأعمال في العالم.
عقد مؤتمر قمة 2013 في سان فرانسيسكو وكان من أهم المتحدثين أليكس أسيلي، الرئيس التنفيذي ل جوبون وجاك دورسي وبيز ستون، مؤسسي تويتر وجون دوناهو الرئيس التنفيذي لموقع إي باي ومن بين الأسماء الكبيرة الأخرى ديف غولدبرغ من سيرفي مونكي.

## الجوائز
ذكر توماس فريدمان -   المؤلف الأكثر مبيعا والحاصل على جائزة بوليتزر -  ذكر في كتابه العالم مسطح أن «إنديفور شكلت لغرض تشجيع رواد الأعمال في الأسواق الناشئة. نموذجها الأساسي هو ربط الشركات الصغيرة ومتوسطة الحجم مع رجال الأعمال المخضرمين بحيث يتمكن شباب والبنات الصغار من الحصول على المشورة والمعرفة التي يحتاجونها لنمو شركاتهم إلى شركات أكبر توظف المزيد من الناس - إنها أفضل برنامج لمكافحة الفقر بلا منافس».

## وصلات خارجية
- الموقع الرسمي
- EN: Endeavor_ non-profit